# Studnice (district de Náchod)
Pour les articles homonymes, voir Studnice.
Studnice (en allemand : Studnitz) est une commune du district de Náchod, dans la région de Hradec Králové, en Tchéquie. Sa population s'élevait à 1 138 habitants en 2022.

## Géographie
Studnice se trouve à 6 km à l'ouest de Náchod, à 31 km au nord-est de Hradec Králové et à 124 km à l'est-nord-est de Prague.
La commune est limitée par Červená Hora et Červený Kostelec au nord, par Kramolna et Vysokov à l'est, par Provodov-Šonov au sud, et par Česká Skalice et Žernov à l'ouest.

## Histoire
La première mention écrite de la localité date de 1447.

## Administration
La commune administre six hameaux :
- Bakov
- Řešetova Lhota
- Starkoč (Studnice) (cs)
- Třtice
- Všeliby
- Zblov

## Galerie

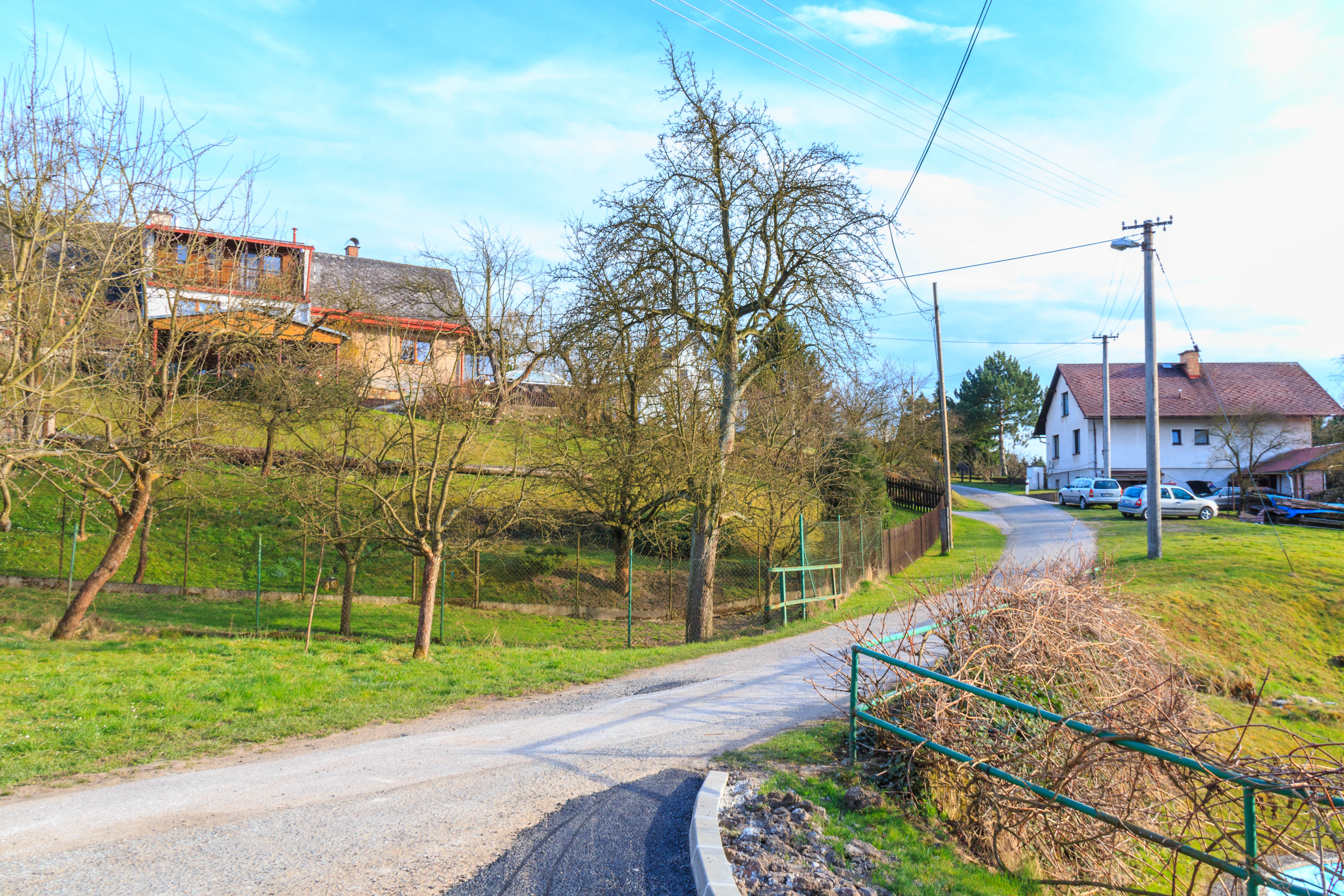
Une rue de Všeliby.
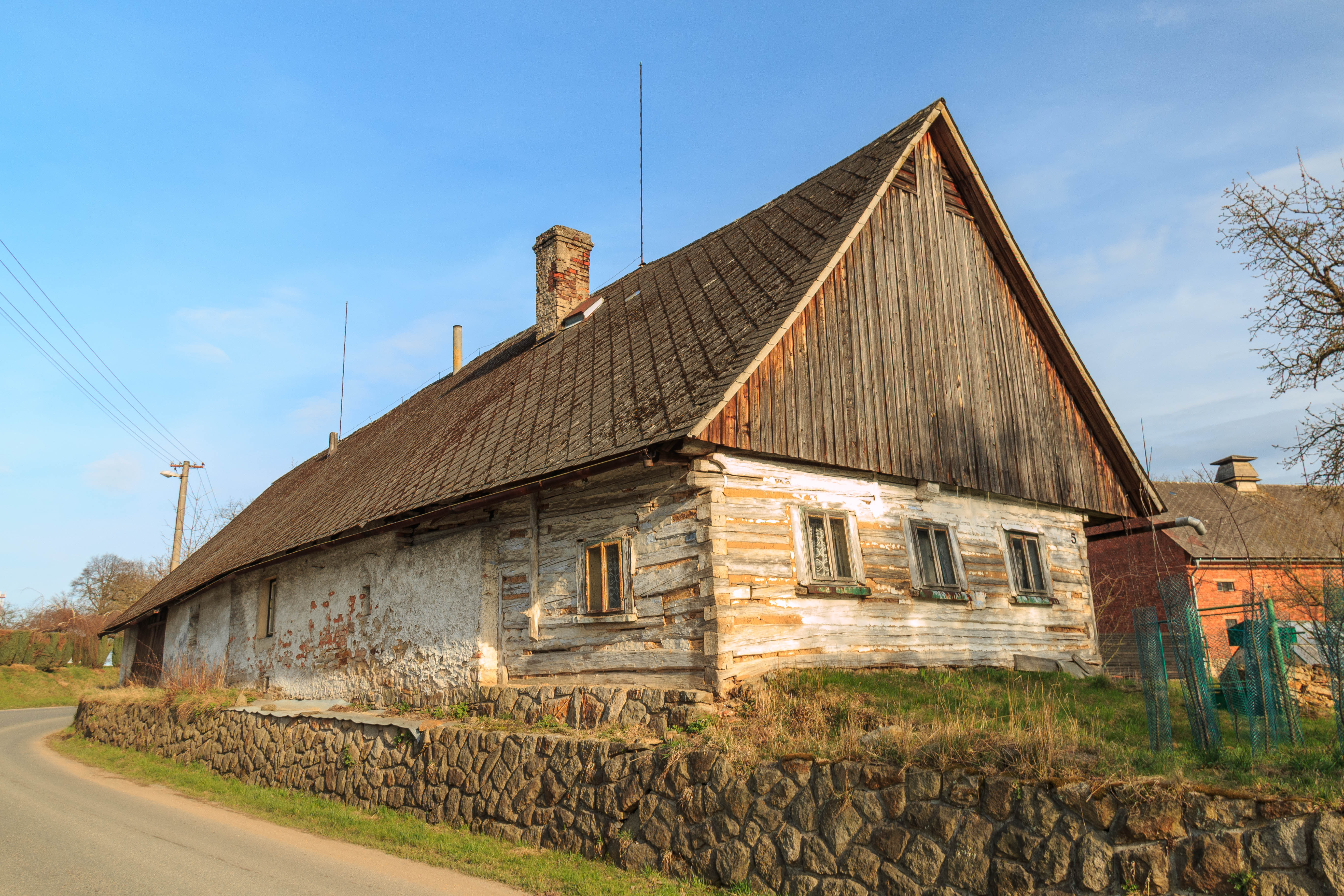
Maison de Všeliby.

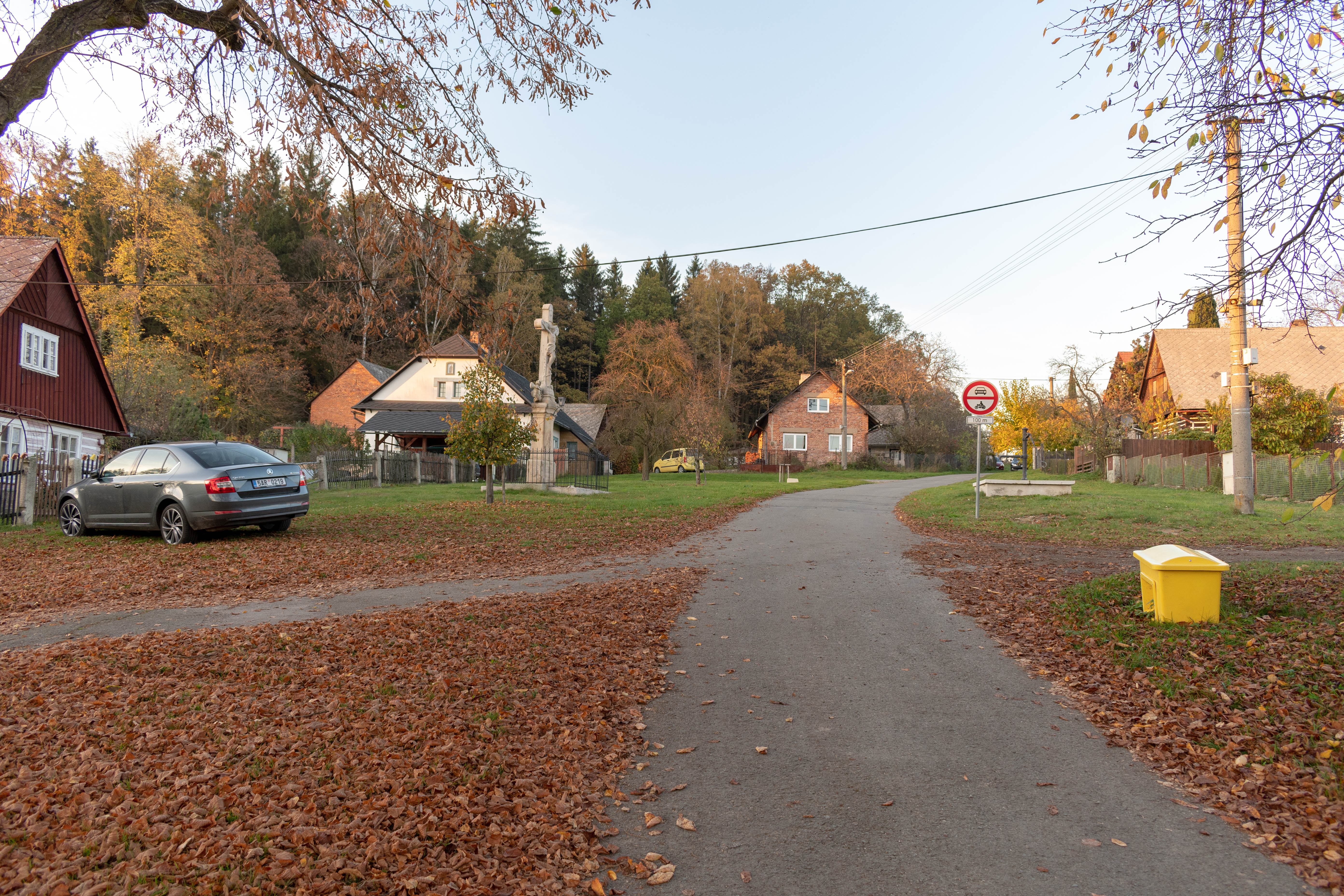
Centre de Bakov.
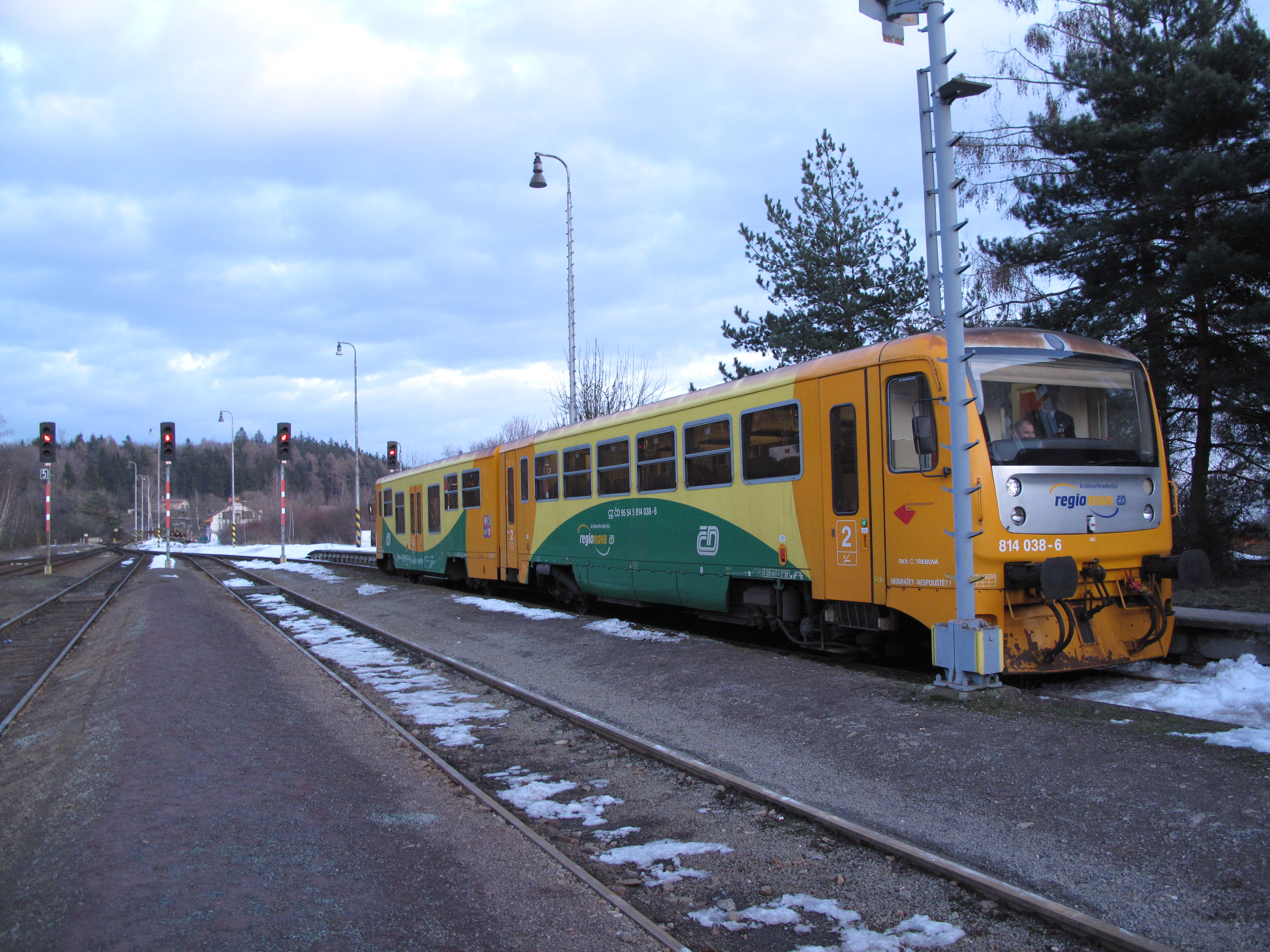
Gare de Starkoč.

## Transports
Par la route, Studnice se trouve à 6,5 km de Náchod, à 40 km de Hradec Králové et à 156 km de Prague. 
La gare de Starkoč dessert quotidiennement la direction de Hradec Králové - Prague ; Trutnov et Broumov. 